# 石川村弘
石川 村弘（いしかわ むらひろ）は、江戸時代の伊達氏家臣。仙台藩の家格は一門筆頭。角田石川家第6代当主。

## 生涯
貞享2年（1685年）、角田石川家第4代当主・石川宗弘の長男として生まれる。幼名は松之助。
貞享3年（1686年）閏3月、岩出山伊達氏第2代当主・伊達敏親の養子となる。元禄3年（1690年）実家の石川家に戻り、実父宗弘の婿養子となっていた宗恒の養嗣子となる。元禄9年（1696年）4月養父宗恒の死去により家督を相続し、角田邑主となる。元禄11年（1698年）藩主伊達綱村の加冠で元服、綱村の偏諱を受け、通称を大和、諱を村弘と名乗る。
元禄12年（1699年）12月、伊達綱村が石巻に出駕された際には、村弘は命により駕に随従し、元禄16年（1703年）5月17日、東照宮祭礼には藩主の代理を命ぜられ、式を執り行った。
宝永元年（1704年）12月、婚礼の準備が相調い、伊達綱宗の養女安子姫（実は涌谷伊達氏第4代伊達村元の娘）が、江戸の伊達屋敷より仙台城に到着。安子姫は12月15日に石川家屋敷に入輿し、21日に村弘と安子姫の婚礼の式が行われた（村弘20歳、安子姫17歳）。附人の守屋忠左衛門、遠藤玄衛は石川家中となった。
しかし、宝永3年（1706年）9月8日、子が授からぬまま、安子姫は亡くなる。享年19であった。
宝永6年（1709年）6月23日、徳川家宣の将軍宣下に付き、伊達家臣惣代として石川村弘は江戸に至り、賀を述べる。
正徳元年（1711年）11月24日、幕府より仙台藩に日光東照宮修造の命が下り、奉行大町頼直とともに日光普請惣奉行を命じられる。12月6日、通称を宮内と改め、翌日、普請奉行見回りのため、江戸に赴いた。
しかし、翌年の正徳2年（1712年）2月、江戸にて病を患い、2月17日、江戸芝口の仙台藩邸で死去した。享年28であった。
芝東禅寺で火葬され、解脱院殿明峰自証大居士と法諡する。3月に遺骨が角田に戻り長泉寺にて葬送され、大虚院殿廓山幻然大居士と改めた。
家督は嫡男村満が相続した。

## 系譜
- 父: 石川宗弘
- 母: 政子　慶忍（町田氏）
- 養父: 伊達敏親 岩出山伊達氏第2代当主
- 養父: 石川宗恒
- 正室: 安子（安子姫）。伊達綱宗の養女、実は涌谷伊達家第4代伊達村元の娘。
- 側室: 羽根子（のち正締院と称す）。家臣佐藤大兵衛の娘。
  - 長男: 源太郎石川村満（幼名は源太郎）。角田石川家第7代当主となる。
- 側室: 木口氏。家臣木口市郎左衛門の娘。
  - 長女: 屋与子岩出山伊達家第5代当主伊達村緝の正室となる。
  - 次男: 松之助 満規 小梁川盛明。野手崎所主小梁川盛邦（盛鎮）の養嗣子となる。